# Magia Amarela
"Magia Amarela" é uma canção gravada pelas cantoras brasileiras Juliette e Duda Beat, lançada como single promocional em 17 de outubro de 2023 pela Rodamoinho Records e Virgin Music Brasil como parte de uma campanha de renovação de marca da empresa de produtos alimentícios Bauducco. Desenvolvida pela agência Galeria, a canção tem composição de Daniel Ferrara, Giana Atalhaus e Guga Meyra e produção do coletivo musical Canetaria, ao lado de Jards e Marco Lima.

## Antecedentes e composição
Em 5 de outubro de 2023, a Bauducco apresentou para a imprensa seu novo posicionamento e identidade visual, com renovação de seu logotipo e apresentação de sua nova campanha para as festas natalinas, em evento intitulado "Noite Amarela", que contou com a presença das cantoras Juliette e Duda Beat. Seis dias depois, as cantoras anunciam o lançamento da canção "Magia Amarela" para o dia 17 de outubro, acompanhado de um pre-save e uma prévia exclusiva divulgada pelo site POPLine, onde elas cantam o trecho "Família, amigos, mais cores para nós. / Sorte de quem prova essa magia. / A cor da vida é amar-elos reais. / E todo mundo quer amar-elos leais". A canção pop inspirada na música regional nordestina tinha como temática lírica em destaque "a importância das relações humanas, além de estar perto de quem se ama para fortalecer laços e superar desafios pessoais." "Magia Amarela" foi composta por Daniel Ferrara, Giana Atalhaus e Guga Meyra e tem produção assinada pelo coletivo musical Canetaria, ao lado de Jards e Marco Lima.

## Lançamento e repercussão
"Magia Amarela" foi liberada nas plataformas digitais na noite de 17 de outubro de 2023. Horas após o lançamento, o músico e produtor Evandro Fióti, irmão do rapper Emicida, realizou uma transmissão ao vivo no Instagram acusando a canção de ser um plágio do projeto Amarelo, que gerou um álbum de estúdio lançado em 2019, um documentário intitulado Emicida: Amarelo - É Tudo Pra Ontem (2020) e um álbum ao vivo lançado em 2021. Durante a transmissão, ele afirmou que "uma grande marca brasileira" estava por trás do lançamento da música e que ela havia procurado Emicida para uma campanha de marketing de reposicionamento de marca, mas que a negociação não avançou por falta de acordo financeiro e de cronograma. Apesar da sinalização de publicidade, o lançamento da música ainda não era indicado como uma campanha da Bauducco, o que acabou sendo confirmado pela imprensa durante a repercussão do caso.
Em postagens no Twitter, bem como em alguns momentos da transmissão no Instagram, Fióti apontou e compartilhou de internautas as diversas semelhanças entre "Magia Amarela" e o projeto Amarelo, que incluem trechos da letra (ambos partem da sintaxe de amar + elo — "Amar é o elo") e visuais (a capa do single e uma arte promocional usam a mesma estética e tipografia usadas na capa do álbum ao vivo de Amarelo). Ele afirmou respeitar o trabalho de Juliette e Duda Beat e pediu para que ambas não fossem alvo de ódio, mas direcionou suas críticas aos criadores da campanha e que acionaria sua equipe jurídica para tratar a respeito do assunto: "Precisamos dar o nome que as coisas têm. Estamos assistindo um caso de apropriação. Estamos vendo, mais uma vez, a branquitude se unir, sem ética nenhuma, para se apropriar de criações de pessoas negras".
Com a repercussão negativa, a equipe de Juliette emitiu um pronunciamento afirmando que estava em contato com os contratantes responsáveis pela criação e produção da campanha para esclarecimentos e que a cantora "foi contratada como uma das intérpretes para este trabalho audiovisual". Num primeiro momento, a equipe de Duda Beat admitiu que havia notado semelhança da canção com o projeto Amarelo, mas que, "na fase de negociação, o nome de Felipe Vassão [um dos autores de "Amarelo"] constava no escopo da campanha como autor da faixa comercial" e a suposta exclusão dele do projeto não foi informada à artista e "que, por isso, ficou entendido que havia consentimento dos idealizadores do projeto original para a produção do jingle". Eles expressaram ser contrários a "qualquer evidência de plágio ou apropriação de ideia criativa sem o consentimento de seus autores legais" e que Duda não tinha qualquer participação criativa na concepção da música nem na identidade visual. Após Vassão desmentir qualquer ligação com "Magia Amarela", a nota foi apagada das redes sociais e uma retificação foi publicada por Duda Beat lamentando a menção, admitindo que ele não teve envolvimento na criação da música ou da campanha.
Em nota oficial publicada no dia 18 de outubro, a Bauducco explicou que "Magia Amarela" fazia parte da campanha de reposicionamento de mesmo nome e que tinha "o objetivo de celebrar o amarelo, icônico e característico da sua identidade visual, presente nas embalagens e comunicações da marca há mais de 30 anos, além de unir conceitos também historicamente propagados: família, união, encantamento e comunhão". A empresa reforçou que a tipografia usada na campanha era mesma já usada pela marca em outras ações e reforçou que a participação de Juliette e Duda Beat "restringiu à interpretação da música-tema, sem vínculo com a criação da campanha". Diante dos questionamentos quanto ao projeto, eles decidiram que a campanha Magia Amarela seria cancelada.
Grande parte da repercussão do incidente se voltou à Juliette, onde foram relembradas outras acusações de plágio envolvendo a cantora, em especial a capa de seu primeiro EP autointitulado e a estética visual do single "Quase Não Namoro". Em resposta aos comentários, no dia 19 de outubro, Juliette publicou no Instagram um comunicado afirmando que ela e sua equipe jamais compactuariam ou participariam cientemente "de atitudes de plágio e apropriação criativa. Fui contratada para uma campanha publicitária em que interpretaria uma canção e um videoclipe e, nesses casos, os processos de liberações autorais são de responsabilidade do contratante." Ela pediu desculpas pela repercussão do caso, se comprometendo a tomar providências e aumentar "o cuidado sobre propriedade intelectual e diversidade em futuros trabalhos artísticos e comerciais". Após a publicação do comunicado, "Magia Amarela" foi removida das plataformas digitais. O comunicado foi elogiado por Evandro Fióti, que agradeceu a cantora "pela troca e escuta". Na sequência, a Laboratório Fantasma, selo que publica os lançamentos musicais de Emicida, divulgou um comunicado explicando toda a questão referente ao projeto proposto pela agência Galeria e a Bauducco e evocou que não tinha como objetivo "incentivar o hate ou o cancelamento de qualquer parte envolvida, mas precisamos lembrar que se faz necessário trazer esse tema para o holofote e, assim, bradar por mudanças e por um mercado mais ético, plural e que não ignore a humanidade de nenhum indivíduo."

### Recepção crítica
O crítico musical Mauro Ferreira, em seu blog no portal g1, escreveu que a atitude da Bauducco de cancelar a ação com Juliette e Duda Beat "soa como reconhecimento de que algum limite ético pode ter sido ultrapassado no processo de criação da campanha e da música". Ele mencionou a ampla repercussão do caso nas redes sociais, declarando que "o público também atua no papel de juiz em casos que envolvem supostos plágios. E, como se sabe, o tribunal das redes sociais costuma ser implacável" e fez um trocadilho com a origem da controvérsia, escrevendo que "a cor e o bom da vida tem que ser amar elos leais".

## Faixas e formatos
Download digital
1. "Magia Amarela" – 2:15